# 24 août 1987
Le lundi 24 août 1987 est le 236e jour de l'année 1987.

## Naissances
- Éric Bauthéac, footballeur français
- Anže Kopitar, joueur de hockey sur glace slovène
- Anja Zdovc, joueuse de volley-ball slovène
- Ayesha Farooq, pilote d'avion de chasse pakistanaise
- Beverly Ramos, athlète portoricaine
- Daichi Miura, chanteur japonais
- Feta Ahamada, athlète comorienne, spécialiste du sprint
- Fritz Dopfer, skieur alpin autrichien
- Jonathan Duhamel, joueur de poker canadien
- Juan Martínez Adorno, coureur cycliste portoricain
- Julian Quintart, réalisateur artistique, disc jockey, mannequin, acteur et chanteur belge
- Luisa María Alcalde Luján, personnalité politique mexicaine
- Lyes Saïdi, footballeur algérien
- Marcel Sacramento, joueur de football brésilien
- Masaki Yamamoto, footballeur japonais
- Nyco Lilliu, chanteur français
- Oleksandr Gladkiy, joueur de football ukrainien
- Ren Hayakawa, archère japonaise
- Ri Jun-il, joueur de football nord-coréen
- Yan Shimin, rameuse chinoise

## Décès
- Bayard Rustin (né le 17 mars 1912), militant américain
- Helmer Pedersen (né le 28 mars 1930), skipper néo-zélandais
- Michèle Alfa (née le 20 août 1911), actrice française
- Robert Selfelt (né le 22 mai 1903), cavalier suédois de dressage

## Événements
- Découverte des astéroïdes (15700) 1987 QD, (30775) Lattu, (30776) 1987 QY et (4555) Josefaperez
- Sortie de la chanson Ella, elle l'a de France Gall
- Sortie de la chanson Never Let Me Down Again de Depeche Mode
- Inauguration de la gare de Mørkved